# Tanggulangin (Tegalampel)
Tanggulangin is een bestuurslaag in het regentschap Bondowoso van de provincie Oost-Java, Indonesië. Tanggulangin telt 2208 inwoners (volkstelling 2010).